# 聖彼得堡證券交易所
聖彼得堡證券交易所（SPBEX）是位於俄羅斯聖彼得堡的一家證券交易所。聖彼得堡證券交易所成立於1991年1月31日，是俄羅斯交易量第三大的證券交易所，也是莫斯科以外交易量最大的證券交易所。

## 外部連結
- The Stock Exchange Saint-Petersburg Official WebSite （页面存档备份，存于）
- RTS - Russian Trading System Stock Exchange （页面存档备份，存于）

59°55′59″N 30°15′22″E / 59.932947°N 30.256155°E